# Ебергардцелль
Ебергардцелль (нім. Eberhardzell) — громада в Німеччині, знаходиться в землі Баден-Вюртемберг. Підпорядковується адміністративному округу Тюбінген. Входить до складу району Біберах.
Площа — 59,72 км2. Населення становить 4548 ос. (станом на 31 грудня 2020).